# ニック・ゲッパー
ニック・ゲッパー（Nicholas "Nick" Charles Goepper、1994年3月14日 - ）は、アメリカ合衆国のフリースキーヤー。Winter X Gamesのスロープスタイル種目で3つの金メダルと1つの銀メダルを、ソチオリンピックでは銅メダルを獲得している。

## 生い立ち
15歳の時、ゲッパーは技術向上のためにトレーニング施設・コーチを求め、オレゴン州のMt HoodにあるWindells Academy へ入学。
2013 Winter X Gamesスロープスタイルで初めてのゴールドメダル。
2013年12月のU.S. Grand Prixスロープスタイルで2位、ソチオリンピックアメリカ代表に選出される。2014年2月のソチオリンピックではスキースロープスタイルで銅メダルを獲得した。
また2014 Winter X Games、2015 Winter X Gamesスロープスタイルでも金メダルを勝ち取る。3年連続で Winter X Gamesスロープスタイルチャンピオン。2015 Winter X Gamesでゲッパーは予選9位で決勝進出を逃すが、8位のアレックス・ボーリー-マルシャンが怪我のため辞退した。これによりゲッパーが繰り上って決勝に上がり、1本目のランで唯一トリプルコークを決めて金メダルを勝ち取った。

## スポンサー
- フォルクル
- Dalbello
- Marker
- WEND
- Detour Bar
- Jif-J.M. Smuckers
- Procter and Gamble
- Red Bull
- Smith
- Topps